# Quan hệ Brunei – Hoa Kỳ
Mối quan hệ giữa Brunei và Hoa Kỳ bắt đầu từ thế kỷ 19. Vào ngày 6 tháng 4 năm 1845 ,USS Constitution đã đến Brunei.,Hai nước đã ký kết Hiệp ước Hòa bình.Hoa Kỳ duy trì một lãnh sự quán tại Brunei từ năm 1865 đến năm 1867.

## Chuyến thăm ngoại giao
Năm 2013, Tổng thống Barack Obama sẽ đến thăm Brunei để dự Hội nghị cấp cao ASEAN, tuy nhiên do Khủng hoảng ngân sách Hoa Kỳ 2013, Ngoại trưởng John Kerry đã thay thế Obama.
Vài tháng sau, Quốc vương Brunei có chuyến thăm cấp nhà nước tới Hoa Kỳ và gặp Obama..

## Lịch sử
Hoa Kỳ công nhận sự độc lập hoàn toàn của Brunei Darussalam khỏi Vương quốc Anh vào ngày 1 tháng 1 năm 1984 và mở đại sứ quán tại Bandar Seri Begawan vào ngày đó. Brunei mở đại sứ quán tại Washington, D.C. vào tháng 3 năm 1984. Các lực lượng vũ trang của Brunei tham gia vào các cuộc tập trận chung, các chương trình huấn luyện và các hoạt động hợp tác quân sự khác với Mỹ. Quốc vương Brunei thăm Washington vào tháng 12 năm 2002.

## Các quan chức chính của Đại sứ quán Hoa Kỳ
- Đại sứ: Chargé d'Affaires Emily M. Fleckner
- Phó trưởng phái đoàn: Mark S. Dieker
- Trưởng phòng Chính trị / Kinh tế / Lãnh sự: Fausto DeGuzman
- Cán bộ phụ trách vấn đề công: Edward Findlay
- Cán bộ quản lý: Shiraz Wahaj

## Các cơ quan ngoại giao
Đại sứ quán Hoa Kỳ đặt tại Bandar Seri Begawan.
Đại sứ quán Brunei tại Washington, D.C. là cơ quan đại diện ngoại giao của Brunei tại Hoa Kỳ.